# 週刊アイドル
「週刊アイドル」（しゅうかん-、ハングル: 주간 아이돌; RR: Jugan Aidol）は、2011年に放送が開始された韓国のバラエティ番組。現在、MBC Mで毎週水曜7時20分（KST）、 MBC Every1で午前12時（KST）から放送されている。日本の衛星テレビで最も長く放送されているバラエティ番組の1つである。
この番組は、最初のシーズンはお笑い芸人のチョン・ヒョンドンとラッパーのデフコンが司会を務めた。2018年2月22日、MBC Every1は両司会者の番組降板を発表。同年4月11日から始まったシーズン2から元Roo'Raのメンバーのイ・サンミンとお笑い芸人のユ・セユンとキム・シニョンが新たな司会者として出演。同年11月21日、2019年1月に司会者、プロデューサー、スタッフ3名全員が番組を降板することが発表され、番組改編が予想された。2018年12月18日、シーズン3人の司会者としてお笑い芸人のナム・チャンヒ、チョ・セホとZE:Aのファン・グァンヒが就任が発表された。シーズン3は2019年1月9日から放送が開始された。
2020年2月12日、ナム・チャンヒとチョ・ホセが降板し、ファン・グァンヒと共演する特別司会が募集されることが発表された。特別司会者は同年2月19日から4月15日放送回まで出演した。同年4月17日、SUPER JUNIORのウニョクが固定司会者となり、4月22日放送回から出演開始。2023年4月4日、ファン・グァンヒとウニョクが翌日のシーズン3最終話放送をもって司会を降板し、新たにBTOBのソ・ウングァンとLOVELYZのミジュが司会に就任。同年12月26日、ソ・ウングァンとミジュの降板が発表された。2024年1月17日放送回からタレントのBOOMとGolden Childのチャンジュンが司会を務めている。

## 司会

### 現在
- Boom (第646回 - 現在)
- チャンジュン (Golden Child) (第646回 - 現在)

### 過去
| シーズン | 名前                    | 出演回                                                       |
| -------- | ----------------------- | ------------------------------------------------------------ |
| 1        | チョン・ヒョンドン      | 第1 - 226回271 - 348回                                       |
| 1        | デフコン                | 第1 - 348回                                                  |
| 1        | ヒチョル (SUPER JUNIOR) | 第229 - 230回、249回、245 – 270回、261 - 262回、275回、300回 |
| 1        | ハニ (EXID)             | 第245 - 270回、275回、300回                                  |
| 2        | イ・サンミン            | 第350 - 384回                                                |
| 2        | ユ・セユン              | 第350 - 384回                                                |
| 2        | キム・シニョン          | 第350 - 384回                                                |
| 3        | チョ・セホ              | 第389 - 446回                                                |
| 3        | ナム・チャンヒ          | 第389 - 446回                                                |
| 3        | ファン・グァンヒ (ZE:A) | 第389 - 608回                                                |
| 3        | ウニョク (SUPER JUNIOR) | 第456 - 608回                                                |
| 4        | ソ・ウングァン (BTOB)   | 第609 - 644回                                                |
| 4        | ミジュ (LOVELYZ)        | 第609 - 644回                                                |

#### コーナー「アイドルは最高」出演
- ジャクソン（GOT7）(第246‐278回)[17]
- ダヒョン（TWICE） (第246‐283回)[17]
- ジュホン（MONSTA X）(第246‐279話)[17]
- シンビ（GFRIEND）(第249–283回)[17]

### 定期的なゲスト出演者
| グループ  | 名前           | 出演回数 | 出演回 |
| --------- | -------------- | -------- | --- |
| BTOB      | イルフン       | 97       | - 「グリル・アイドル」 (70, 77, 80) - 「リアルチャート!アイドルセルフランキング」 (83, 85, 95–99, 102) - 「アイドル・クイズチャレンジ」 (91) - 「知っているかな」(104–107, 109–114, 117–141, 143–150, 152–154, 159–168, 170–175, 178–184, 189–191, 194–199, 202–206) - 特別司会 (300) |
| Apink     | ユン・ボミ     | 88       | - 「知っているかな」 (104–107, 109–129, 132–139, 143–150, 152–155, 158–162, 164–168, 170, 171, 173–183, 186, 188–199, 202, 204–206) - 「週刊試食」 (243) - 特別司会 (231, 243, 244)                                                                                                   |
| Apink     | オ・ハヨン     | 25       | - 「知っているかな」(155, 158, 176, 177, 186, 188, 214–216, 219, 220) - 「週刊試食」 (222, 223, 225, 227, 228, 231–235, 237, 239, 240, 243) |
| VIXX      | エン           | 17       | - 「知っているかな」 (214–216, 219) - 「週刊試食」 (222, 223, 227, 228, 231–235, 237, 239, 240, 243) |
| AOA       | ミナ           | 14       | - 「知っているかな」 (214–216, 219, 220) - 「週刊試食」 (222, 223, 225, 231–235, 237) |
| MONSTA X  | ジュホン       | 13       | - 「アイドルは最高」(246, 249, 250, 252, 254, 255, 258, 264, 265, 267, 276, 278, 279) |
| TWICE     | ダヒョン       | 12       | - 「アイドルは最高」(246, 249, 250, 252, 254, 255, 258, 264, 265, 267, 276, 278) |
| GOT7      | ジャクソン     | 12       | - 「アイドルは最高」 (246, 249, 250, 252, 254, 255, 258, 264, 265, 267, 276, 278) |
| GFRIEND   | シンビ         | 10       | - 「アイドルは最高」(249, 250, 252, 254, 255, 258, 264, 265, 267) - 特別司会 (300) |
| LoveBerry | ナヒョン       | 5        | - 「知っているかな」 (280 - 285) |
| BTOB      | ソ・ウングァン | 3        | - 「知っているかな」 (163, 172, 184) |
| Apink     | キム・ナムジュ | 2        | - 「知っているかな」 (114, 115) |
| BTOB      | ユク・ソンジェ | 2        | - 「知っているかな」 (130, 131) |
| AOA       | ジミン         | 2        | - 「知っているかな」 (140, 141) |
| AOA       | ヘジョン       | 2        | - 「週刊試食」 (239, 240) |
| BTOB      | イ・ミンヒョク | 2        | - 「アイドルは最高」 (278, 279) |

備考: 場合によってはチョン・ヒョンドンとデフコンが様々なゲスト司会者に代わって「ヒョンドンとデフコン」というコンビ名で注目のゲストとして出演することもある。

### ゲスト司会者
- ハハ (第45回)
- ヒョリン、ソユ（SISTAR）(第45回)
- リジ（AFTERSCHOOL） (第52、53回)
- ソンギュ、HOYA（INFINITE）(第64回)
- ソヒョン（4minute）(第75、84回)

#### アイドルリレーシステム
第227放送回からチョン・ヒョンドンが放送活動を休止したことに受け、ヒョンドンと仲の良いアイドル達が交代で司会を務めていくシステムが導入された。
- ソンギュ（INFINITE） (第227、228回)
- ハニ (EXID)(第245‐270回、275回、300回)
- ヒチョル（SUPER JUNIOR）(第229、230回)
- ユン・ボミ（Apink）(第231、243、244回)
- サニー（少女時代）(第232、233回)
- イトゥク（SUPER JUNIOR）(第234、235回)
- ジョン・ヨンファ（CNBLUE）(第236、238回)
- エンディ（神話）(第237回)
- ユン・ドゥジュン（BEAST）(第239、240回）
- K.Will (第241、242回)